# Kristi gisslande (Piero della Francesca)
Kristi gisslande (italienska: Flagellazione di Cristo) är en målning av den italienske renässanskonstnären Piero della Francesca. Den utfördes omkring 1455 och är utställd på Galleria Nazionale delle Marche i Urbino. 
Konstvetare har länge spekulerat i vad för budskap som Piero della Francesca vill förmedla med sin gåtfulla målning. Förmodligen var den en gåva från en borgare med politiska ambitioner till hertigen av Urbino. De tre männen till höger föreställer troligtvis samtida medborgare inbegripna i en politisk diskussion. Vänstra delen av målningen skildrar en annan tid och plats: Kristi gisslande framför Pontius Pilatus, en episod i Nya testamentets berättelse om Jesu lidande och död. En tolkning är att Kristi lidande här symboliserar de kristnas lidande under osmanerna som 1453 hade erövrat Konstantinopel och bringat det bysantinska riket på fall. Talaren till höger skulle i så fall kunna vara en företrädare för Östrom som pläderar för ett västligt militärt ingripande.   
Piero della Francesca var matematiskt intresserad och en pionjär för den perspektiviska bildkonstruktionen. Han skrev även en bok i ämnet, De Prospectiva Pingendi. I Kristi gisslande finns ett tydligt centralperspektiv vilket är en metod för att i en bild redovisa avståndens inverkan på föremål och personers storlek. Detta sker genom en geometrisk konstruktion av parallella linjer som är riktade bort från betraktaren och möts i fjärran i en flyktpunkt. Betraktarens blick dras mot flyktpunkten som återfinns vid dörren mellan och bakom Jesus och gisslaren. 